# Koninginnestraat (Paramaribo)
De Koninginnestraat is een straat in het centrum van Paramaribo. De straat loopt van de Julianastraat naar de Tourtonnelaan.

## Bouwwerken
De straat begint bij de Julianastraat. Na de kruising met de Prins Hendrikstraat ligt rechts het Sint Vincentius Ziekenhuis en links het Mgr. Aloysius Zichem Sportcentrum. Langs de straat staan verder woonhuizen, bedrijven en enkele kleine restaurants. Er is nog een kruising met de Costerstraat en de straat loopt uit op de Tourtonnelaan.

### Monument
Het volgende pand in de Koninginnestraat staat op de monumentenlijst:
| Omschrijving                       | Bouwjaar  | Adres              | Coördinaten                  | Objectnummer? | Afbeelding                    |
| ---------------------------------- | --------- | ------------------ | ---------------------------- | ------------- | ----------------------------- |
| hospitaal: St Vincentiusziekenhuis | 1914-1916 | Koninginnestraat 4 | 5° 49' 54" NB, 55° 9' 10" WL | BPO 098       | Meer afbeeldingen Upload foto |

## Gedenktekens
Op de hoek met de Tourntonnelaan stond vanaf 1971 het borstbeeld van de populaire huisarts, contrabassist en medeoprichter van de Mac Beaters. In 1971 verongelukte hij op 30-jarige leeftijd in zijn Ford Thunderbird. Het borstbeeld en de plaquette werden in de jaren 1990 gestolen. Sindsdien staan er alleen nog de sokkel en twee stenen banken.
In het Sint Vincentius Ziekenhuis staat een borstbeeld van de oud-directeur en chirurg Frits Tjong Ayong.
| Onderwerp                             | Type       | Kunstenaar     | Onthulling | Locatie                           | Omschrijving                                                  |
| ------------------------------------- | ---------- | -------------- | ---------- | --------------------------------- | ------------------------------------------------------------- |
| Borstbeeld van dokter H.A. Mac Donald | borstbeeld | Erwin de Vries | 1971       | hoek Tourtonnelaan                | H.A. (Henk) Mac Donald, huisarts en musicus in de Mac Beaters |
| Frits Tjong Ayong                     | borstbeeld | Erwin de Vries | 1996       | in het Sint Vincentius Ziekenhuis | chirurg en directeur                                          |